# Love hotel

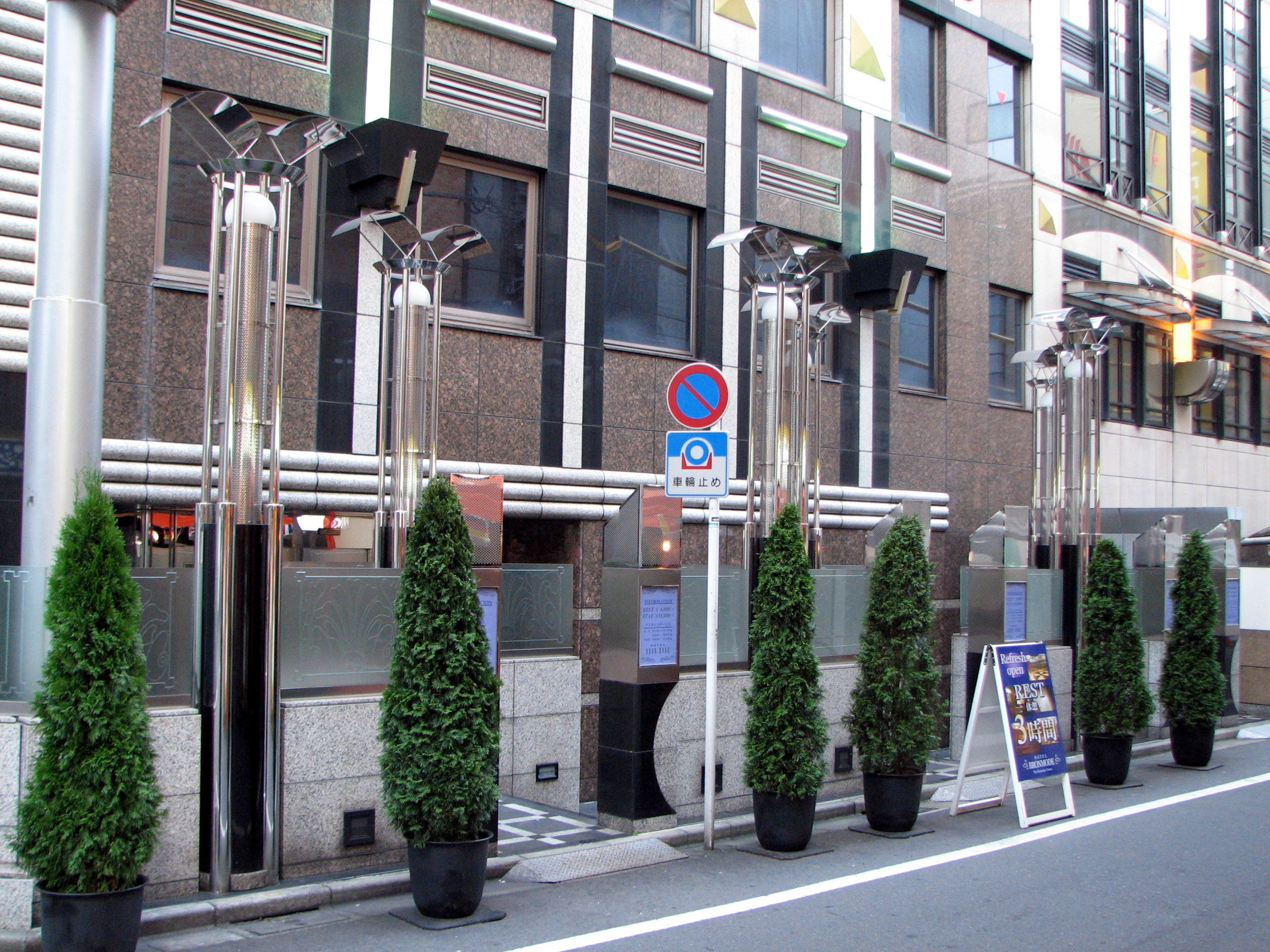
Némely love hotelnek több bejárata is van, a diszkréciót garantálandó.

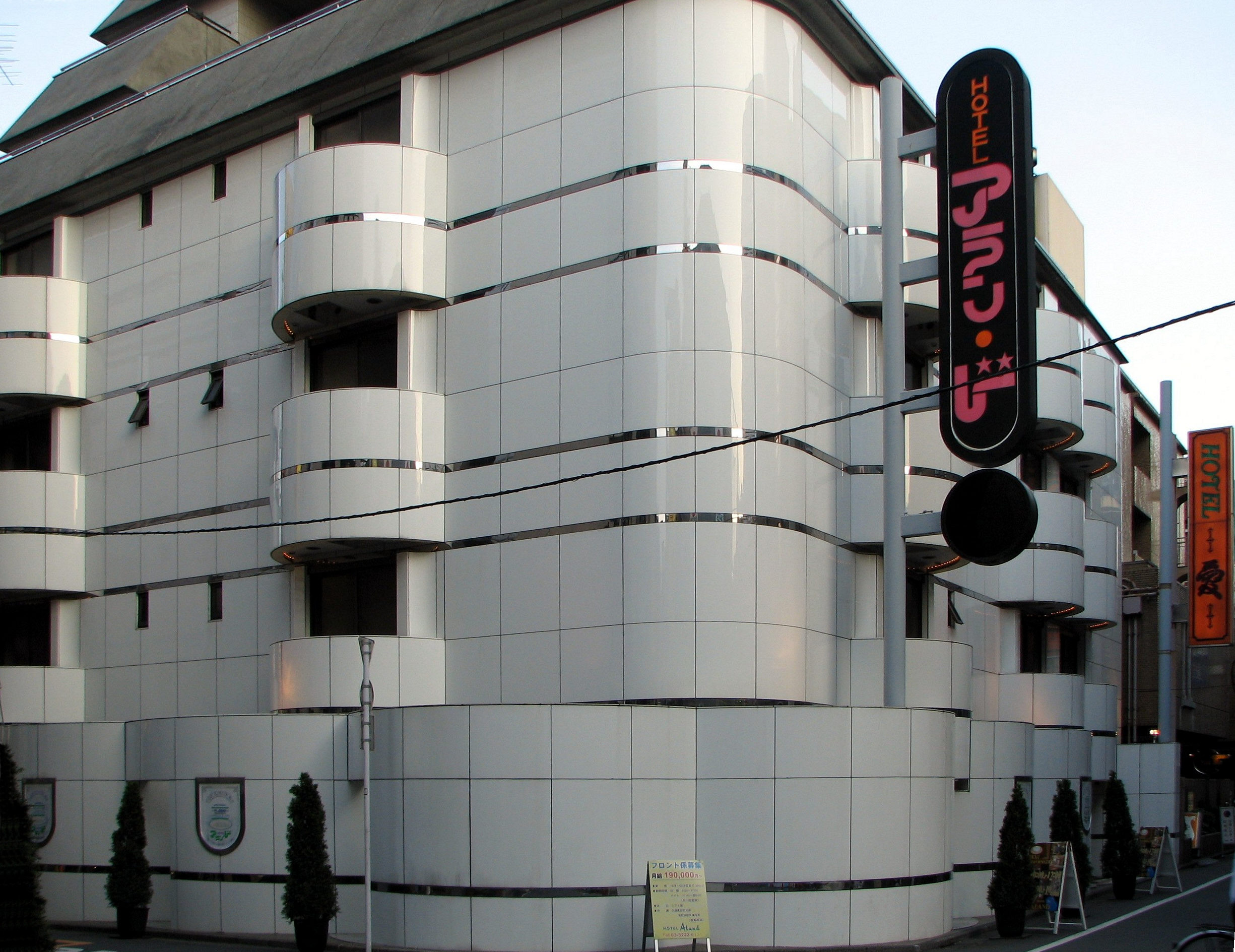
Néhány love hotelnek egyáltalán nincsenek ablakai.

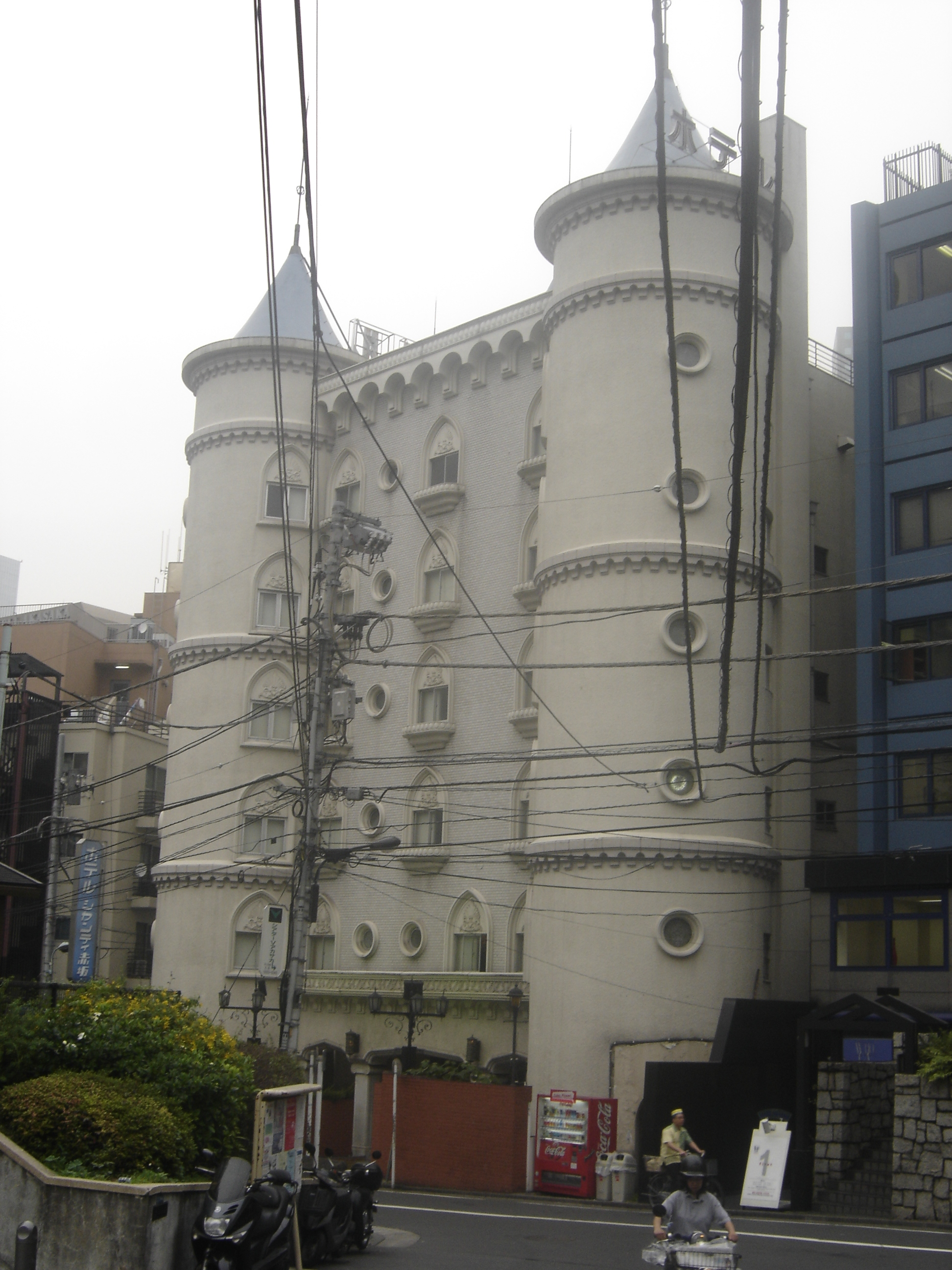
Az európai kastélyokról mintázott Love hotel Tokióban

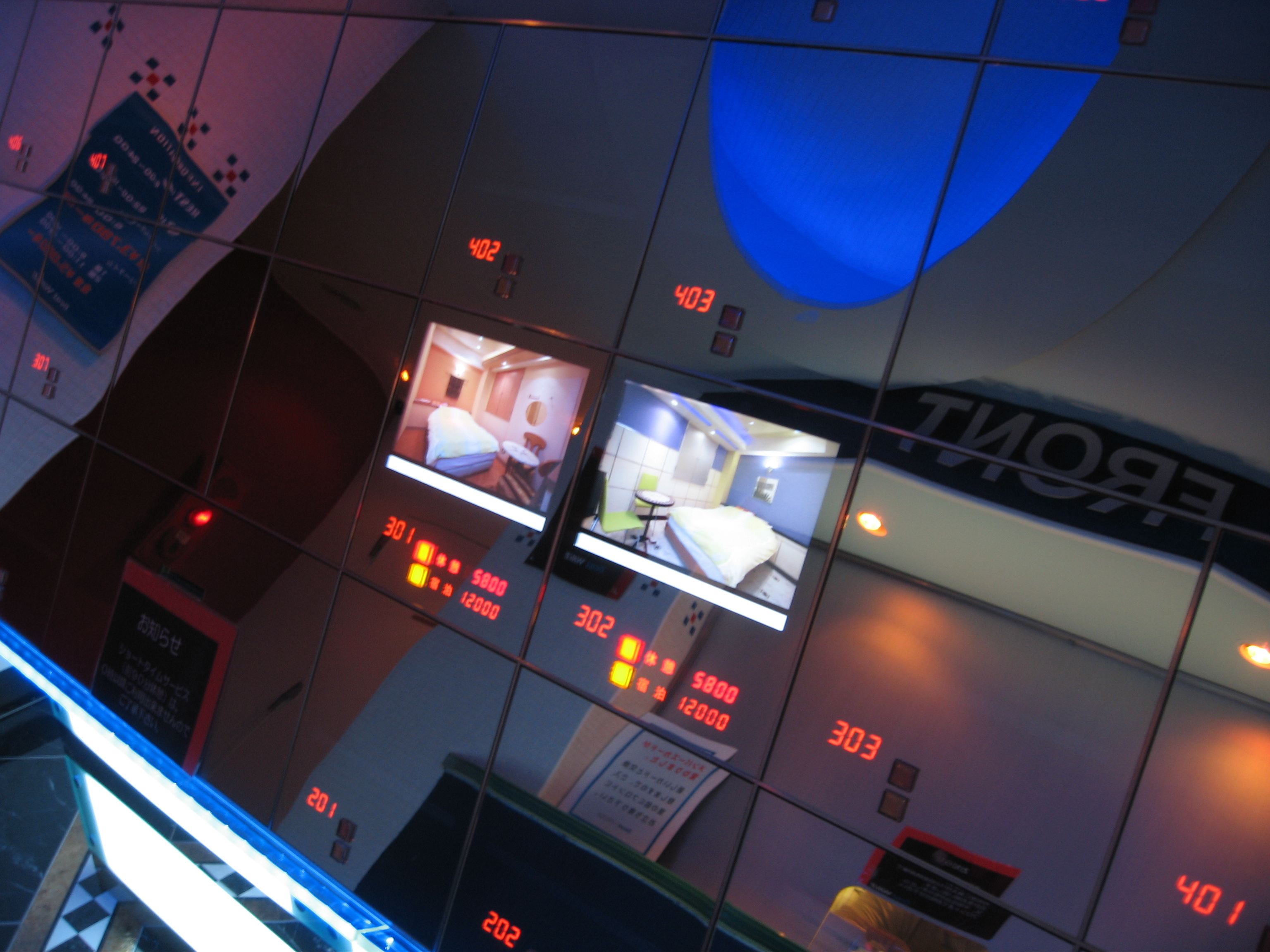
A kiadó szobák listája

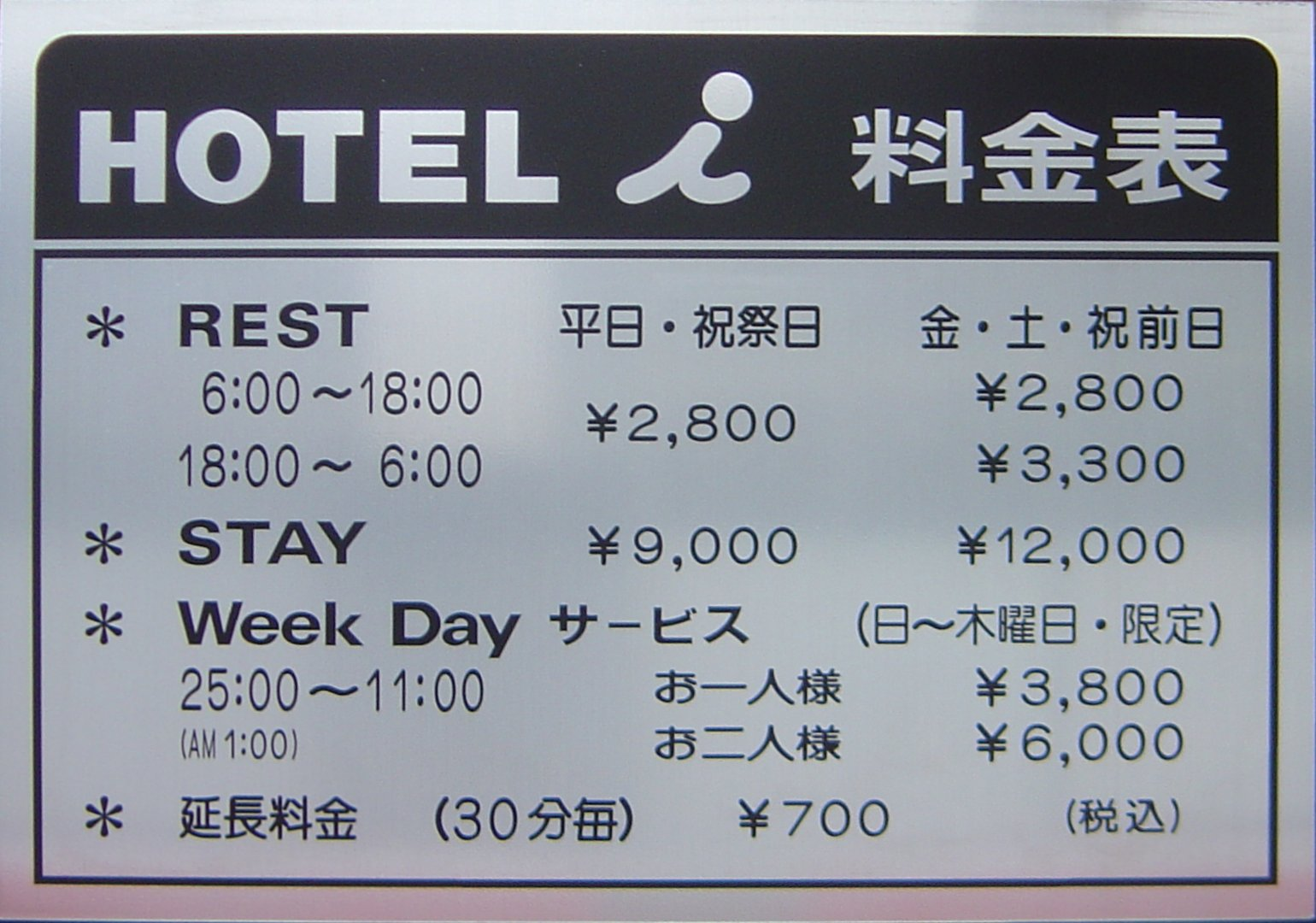
Egy love hotel táblája Shinjuku, Tokió

A love hotel japán eredetű, de ma már a világ minden részén megtalálható szállodatípus, amelyben a szexuális tevékenység folytatásának céljából idelátogató párok számára biztosítja az ehhez szükséges  privát szférát. A „Love Hotel”  elnevezés az 1968-ban épült Oszakai szálloda nevéből ered.

## Legfontosabb jellegzetességeik
A love hotelek kétféle szálláslehetőséget kínálnak. A  „rest”  (休憩: kyuukei) néhány órás pihenést, illetve a  „stay” (宿泊 shukuhaku) egész éjszakai megszállást jelent. Az előbbi lehetőség a nap bármely szakában elérhető, míg az utóbbira este 10 órától van lehetőség és 12 órára szól.
Az árak a hotel színvonalán túl naptól illetve napszaktól függően változnak. Hétköznapokon nap közben a legolcsóbb, míg a legforgalmasabb időszakokban, péntek és szombat esténként valamint ünnepnapokon, munkaszüneti napokon a legdrágább. 
Az intézmények igyekeznek a parkolástól a bejelentkezésig a lehető legdiszkrétebb megoldást biztosítani vendégeik számára.
A szobafoglalás a helyszínen zajlik, előre foglalásra általában nincs lehetőség. A kiadó szobák képei egy digitális kijelzőn láthatóak. (A foglalt szobák képe elsötétül.) A választott szoba kulcsát legtöbbször a válaszfallal eltakart recepciós pult apró nyílásán keresztül lehet átvenni, de olyan hotelek is vannak, ahol egy automata gombnyomásra adja ki a kulcsot, ilyen módon minimalizálva a vendégek és a személyzet közti interakciót. Fizetni távozáskor kell.
A hagyományos szállodai szobák felszereléséhez tartozik egy kétszemélyes ágy, tévé, valamint fürdőszoba minden szükséges tisztálkodószerrel, és mini hűtőszekrény. A legszínvonalasabb helyeken pedig olyan luxusfelszerelések is vannak, mint a masszázsfotel vagy a jakuzzi.
A love hoteleket legtöbbször a forgalmas pályaudvarok, szórakoztató negyedek környékén létesítenek. Az épületek külseje gyakran harsány, figyelemfelkeltő, de vannak szolidabb dizájnú szállodák is.

## Love hotelek Japánban

### Eredete
Japánban már az Edo-korban bevett gyakorlat volt, hogy a „hivatásos” hölgyek a klienseiket az út menti szállókban bérelt szobákban fogadták, de a hétköznapi párok körében csak a korai Sóva-korban vált elterjedt szokássá az úgynevezett enshukuk látogatása.
Az enshuku szó szerint 1 jenes szállást jelent. Ezek az intézmények olcsó szobákat biztosítottak rövid bent tartózkodási időre – így azok, akik csak pár órát szándékoztak maradni, többé nem voltak kénytelenek az egész éjszaka árát megtéríteni.
A második világháború ideje alatt sok hotel kényszerült bezárni kapuit. A háború utáni zavaros időkben a pároknak egy darabig csak szabadtéren (például a tokiói császári palota előtti, vagy az oszakai kastélyt körülvevő parkok) volt lehetőségük magánéletet élni. 
Pár év múlva aztán, ahogy az ország rendje kezdett helyreállni, valamint a koreai háborús szükségletek által ösztönzött Japán gazdaság jelentős fejlődésnek indult, az urbanizációs folyamat is rohamosan felgyorsult. Ezzel párhuzamosan nőtt az igény a szállóépületekre a városokban, amely hotelépítési hullámot indított el. 
A szállodatulajdonosok az eshukuk példáját követve óradíjban fejezték ki árakat, ami igen jövedelmező módszernek bizonyult. Ebben az időben ezek az intézmények Tsurekomiyado (連れ込み宿) néven voltak ismeretesek. A kifejezés a tsurekomu (連れ込む, „valakit magunkkal vinni” ) és a yado (宿 „szálló”) szavakból származik.

### Kialakulásának okai
A Love Hotel, mint kulturális jelenség a japán társadalmi igények mentén alakult ki - nem pedig egy személy vagy csoport tudatos fejlesztéseként. A love hotelek kialakulásának elsődleges oka a japán lakásviszonyokban keresendő. A hagyományos japán lakóház ugyanis egyetlen nagyobb helyiségből állt, amely napszaknak megfelelően különböző funkciókat látott el, (nappali, étkező, illetve hálószoba). Továbbá a szükség esetén papír térelválasztófalakkal kisebb szobákra osztott háztartáson általában három generáció osztozott. 
Mindebből kitűnik, hogy a fiataloknak otthon egyáltalán nem volt lehetőségük kettesben maradni. Erre a problémára kínált megoldást a love hotel intézménye.
A love hotelek további nagy előnye volt, hogy fel voltak szerelve fürdőkáddal. Habár minden szállodában csak egyetlenegy volt, így a vendégeknek várniuk kellett a sorukra, de utána egy egész fürdőkádat tudhattak a magukénak, ami igen nagy szó volt. Az 1970-es évekig ugyanis a japán lakásokban nem volt fürdőszoba, az emberek szentókba jártak mosakodni.  

### A klasszikus love hotelek
Az 1950-60-as években a szórakoztató negyedekben és környékükön gombamód szaporodtak az ilyen típusú intézmények. Csak Tokióban Számuk 1961-ben már meghaladta a 2700-at. 
Az 1970-es Oszakai világkiállítást követően a japán emberekben óriási lelkesedés támadt a nyugati világ iránt.  Rengetegen utaztak Amerikába és Európába, és igyekeztek mindent átvenni, meghonosítani, amit ott láttak. A nyugatiasítási láz a Tsumekomiyadókat sem hagyta érintetlenül  - a szállodatulajdonosok a felhalmozott profitból teljesen átalakították a hoteljeiket, valamint az új „love hotel” kifejezés is ekkor került be a köznyelvi használatba.
Az első klasszikus love hotel az 1973-ban Tokióban épült Meguro Emperor volt. A hotel hamar magára vonta az emberek figyelmét az európai kastélyokról mintázott extravagáns külsejével.
A bizarr megjelenéssel nem csak az aktuális trendeknek kívántak megfelelni. Mivel a szexuális tevékenység  színteréül szolgáló hoteleket nem lehetett a közmédia felületein népszerűsíteni, magának az épületnek kellett a reklám funkcióját ellátnia. Fontos volt tehát, hogy az ilyen típusú hotelek harsány külsejükkel azonnal felhívják magukra a figyelmet, valamint, hogy első pillantásra egyértelművé váljon a rendeltetésük.
A Meguro Emperor havi forgalma  40 millió jenre rúgott ekkoriban. A sikerén felbuzdulva jó pár intézmény átvette a kastélyszerű dizájnt, így a következő évtizedben sorra épültek Japánban az európai kastélyokat idéző hotelek. Mindez újabb lökést adott a hoteleknek az 1970-es évek óta tartó, luxus irányba orientálódó folyamatának. A hotelek külseje egyre extrémebb formákat öltött, már nem csak kastélyt, de templomot és sétahajót mintázó épület is akadt köztük. Rendkívüliségében a létesítmények belseje sem maradt el a külső mögött. A belépők esetenként dzsungelt idéző környezetben, angol stílusú szalonban, illetve palotabeli fogadóteremben találtak magukat.
Mindennek tetejében a tulajdonosok a legkülönbözőbb szórakoztató- és kényelmi felszerelésekkel igyekeztek a vendégek kedvére tenni, mint például vibráló ágy, planetárium, gondola, hinta, vagy az úgynevezett „embermosó-gép”. 

### Love hotelek a mai Japánban
Az 1990-2000-es évek alatt a love hotelek alapvető átalakuláson mentek keresztül. Korábban a love hotel az a hely volt, ahová a férfiak vitték magukkal a párjukat, szeretőjüket, azonban ekkora már jellemzően a nők választották ki a közös úticélt. Ennek megfelelően a hotelek kínálatát immár a nők igényeihez igazították. A külcsín tekintetében ismét a szolidabb dizájn lett a mérvadó, valamint a szobák elmaradhatatlan kellékeivé váltak a különböző pipereszerek.
Ugyanekkor megjelent egy újfajta szálláslehetőség is, az úgynevezett "ladies plan", amely az egyszerű éjszakai szállást kereső nők számára biztosít olcsó szobákat abban a reményben, hogy az elégedett vendég legközelebb már a párjával együtt tér vissza.

## Love Hotelek Japánon kívül

### Dél-Korea
Love hotelek (러브호텔), más szóval love motelek Dél-Koreában az 1980-as évek közepén létesültek először. Eredeti nevük "Parktel" (박텔) volt. Az 1988-as, Seoul-i olimpia idején számuk ugrásszerűen megnőtt. A megítélésük a lakosság részéről ebben az időben meglehetősen negatív volt. Néhány hoteltulajdonos azonban igyekezett javítani az üzlete megítélésén modernizálás, a higiénia garantálása és a nyílt szexualitást ábrázoló dekoráció szolidabbra váltása által. A love hotel mint jelenség azonban mind a mai napig tabu témának számít Dél-Koreában, amint azt egy külföldi által a love hotel témában rendezett fotókiállítása okozta vita jól mutatja.